# Яна Зинкевич
Яна Вадимовна Зинкевич (на украински: Я́на Вади́мівна Зінке́вич) е украинска доброволка-лекар, военнослужеща и политик. Началник на медицинския отдел и рехабилитация на бойци от Украинската доброволческа армия (до 2016 г. Доброволчески украински корпус „Десен сектор“) по време на войната в Източна Украйна.
По време на активната фаза на антитерористичната операция в източната част на Украйна, започнала през 2014 г., тя лично изважда и спасява от фронтовата линия над 200 ранени украински войници. Яна Зинкевич създава и дълго време ръководи доброволческия медицински батальон „Хоспиталиери“, който от създаването си е спасил над 2500 украински войници и цивилни, ранени на фронтовата линия.

## Биография
Родена е на 2 юли 1995 г. в град Ровно. Завършила е Ровненския образователен комплекс „Колегиум“. Преди войната в Украйна от 2014 г. тя е имала намерение да следва в медицински университет. През 2017 г. е приета в Днепровския държавен медицински университет.
На 5 декември 2015 г. на магистралата „Днипро – Донецк“ автомобил на медицинския батальон „Хоспиталиери“, управляван от неговия заместник Максим Корабльов („Стрилок“), попада в автомобилна катастрофа, като се преобръща седем пъти. Корабльов не е с опасност за живота, но Яна Зинкевич е изхвърлена от колата, претърпява пълна фрактура на гръбначния стълб, параплегия, фрактури на полуреброто и ключицата, увреждане на вътрешните органи, хемопневмоторакс, контузия на сърцето и белите дробове, но оцелява след като прекарва няколко месеца в болницата. След лечение и рехабилитация тя остава инвалид за цял живот и се придвижва с инвалидна количка.
По-късно Корабльов ѝ предлага брак в прякото предаване на телевизионен канал „1+1“. В началото на май 2016 г. Зинкевич обявява че е бременна в четвъртия месец. На 27 май 2016 г. в Днипро тя се омъжва за Корабльов, запазвайки фамилното си име.
На 31 октомври 2016 г. тя ражда дъщеря, която кръщава Богдана. През ноември, няколко дни след това (по-малко от шест месеца от брака), Корабльов я напуска, оставяйки я сама с малкото дете. През януари 2017 г. тя официално получава развод.

## Политическа дейност
На парламентарните избори през юли 2019 г. е избрана за депутат от партия „Европейска солидарност“. През август 2019 г. става известно, че тя ще оглавява новосъздадената комисия по въпросите на ветераните във Върховната Рада. Избрана е и за секретар на Комисията по национално здравеопазване, медицинско обслужване и медицинско осигуряване във Върховната Рада на Украйна от 9-то свикване (от 29 август 2019 г.). Става председател на подкомисията по военна медицина.
През 2020 г. тя се присъединява към Междуфракционното сдружение „Хуманна страна“, създадено по инициатива на „UAnimals“ за популяризиране на хуманистичните ценности и защита на животните от жестокост.
През август 2020 г. тя заема второ място в списъка сред най-популярните депутати от Ровно в социалните мрежи.
През 2023 г. тя попада в годишната класация Time 100 Next, която определя най-влиятелните хора, които променят бъдещето на света.

## Награди и отличия
- Орден „За заслуги“ от III степен (1 декември 2015 г.) — „за значителен личен принос в държавното строителство, социално-икономическото, научно-техническото, културното и образователното развитие на украинската държава, значителни трудови постижения, многогодишна съвестна работа“.[15]
- Орден „За спасяване на живот“ (16 март 2016 г.) — „за героични дела, действия, благодарение на които е спасен животът на човек“. Първата публична церемония по награждаване се провежда в Тернополския медицински университет. Заради престоя си в рехабилитация Яна е наградена задочно.[16]
- Орден „Национален герой на Украйна“ (4 юни 2015 г.). Първата церемония по връчване на неправителствената награда се състои в сградата на митрополита на резервата „София Киевска“ в Киев. Тя е отличена за главен медицински офицер на украинската армия, в присъствието на украински войници, медици и доброволци.[17]
- Мемориален знак „За военна доблест“ (ноември-декември 2014 г.) е поощрителна награда на Министерството на отбраната на Украйна.[18]

През март 2021 г. Яна Зинкевич става една от 36 украински жени, чието лице и силует стават прототип на украинската серия кукли Барби „Барби: Лейди от Украйна“.